# Edda poetica

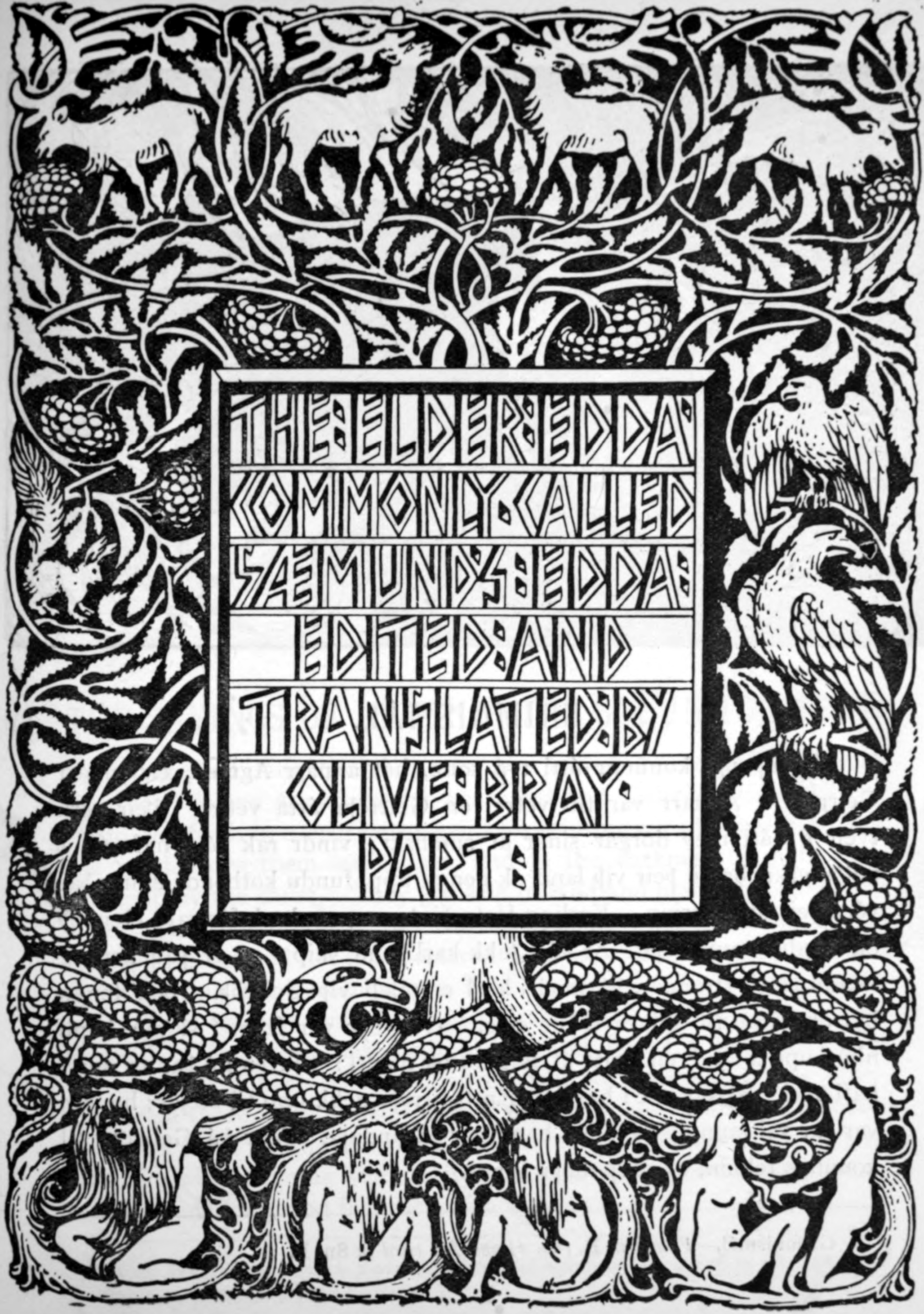
Pagina iniziale della traduzione inglese di Olive Bray dell'Edda poetica rappresentante l'albero Yggdrasill e molti dei suoi abitanti (1908, W. G. Collingwood).

L'Edda poetica (Eddukvæði; nota anche come Edda in poesia, Edda maggiore, Edda antica o Canzoniere eddico) è una raccolta di poemi in norreno, tratti dal manoscritto medioevale islandese Codex Regius. Insieme alla Edda in prosa di Snorri Sturluson, l'Edda poetica rappresenta la più importante fonte di informazioni a nostra disposizione sulla mitologia norrena e sulle leggende degli eroi germanici.
Il Codex Regius fu scritto nel XIII secolo. Non si sa nulla della storia del manoscritto fino al 1643, quando fu scoperto da Brynjólfur Sveinsson, vescovo di Skálholt, nel sud-ovest dell'Islanda. L'antico manoscritto conteneva 29 canti su dèi ed eroi, e Brynjólfur ritenne con gioia di aver trovato la raccolta che aveva fornito a Snorri Sturluson le numerose citazioni esemplificative della sua Edda. Il manoscritto si componeva di 45 fogli, con una grossa lacuna di 16 pagine dopo il trentaduesimo. La scoperta del Codex Regius sembrò provare la correttezza di queste ipotesi. Al manoscritto mancava un titolo e Brynjólfur lo chiamò puntualmente Edda (riprendendo il nome dell'opera di Snorri). Da quel momento l'opera fu nota come Edda poetica, mentre quella di Snorri come Edda in prosa. Gli occorreva anche un autore e il vescovo pensò che un'opera così importante era degna del dotto prete Sæmundr Sigfússon (1056-1133), conosciuto dalla tradizione come un grande sapiente. Fece copiare il manoscritto e sulla copia scrisse di proprio pugno la pomposa epigrafe Edda Sæmundi Multiscii.
Il vescovo Brynjólfur donò il Codex Regius al re danese (da qui il nome in seguito assegnato al manoscritto). Il volume fu conservato per secoli presso la Biblioteca Reale di Copenaghen; nel 1971 fu restituito all'Islanda.

## Forma letteraria
L'Edda poetica è in versi legati da allitterazione. Il metro principale è il fornyrðislag, con variazioni basate sui metri málaháttr e ljóðaháttr. Il linguaggio dell'opera è generalmente semplice e disadorno; le kenningar, pur utilizzate, non sono frequenti o oscure come nella poesia scaldica.

## Origine dell'opera

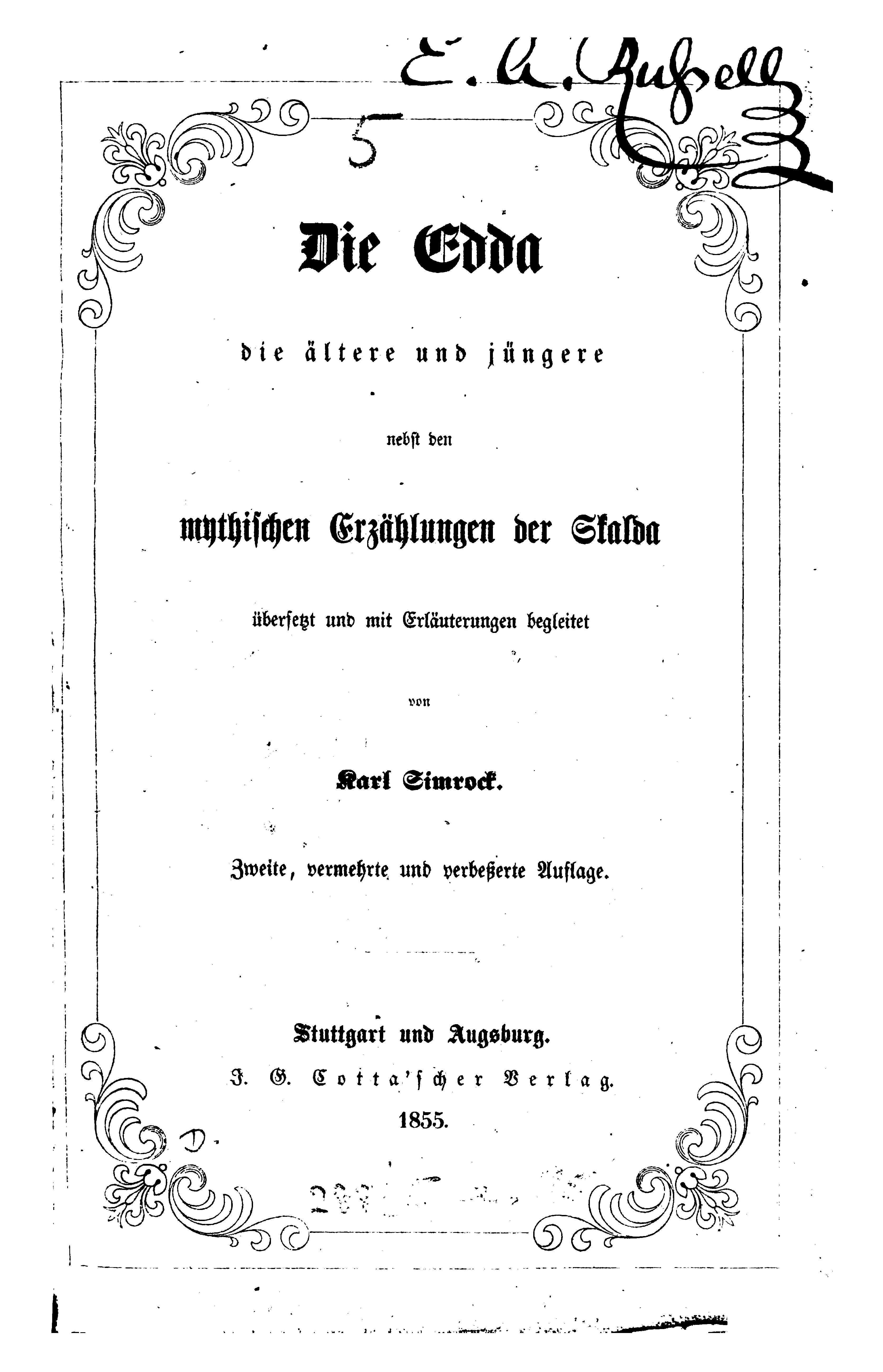
Frontespizio dell'edizione tedesca del 1855.

La maggior parte dei poemi dell'Edda sono certamente nati dalla tradizione dei menestrelli medioevali, e tramandati oralmente. Di nessuno di essi è stato possibile individuare uno specifico autore.
La datazione dell'Edda è un altro argomento a lungo dibattuto dagli studiosi. Sebbene versi dell'Edda appaiano in altre fonti, è spesso difficile valutare se queste fonti stiano citando l'Edda stessa o se siano invece da essa citate. I pochi personaggi storici menzionati dall'Edda: per esempio Attila, forniscono un terminus post quem; la data dei manoscritti fornisce invece un (più utile) terminus ante quem (il XIII secolo). In generale, la datazione deve essere fatta indipendente per ciascuna composizione raccolta nell'Edda, non essendovi alcuna garanzia che tutti i versi raccolti risalgano allo stesso periodo.
Analoghe difficoltà riguardano l'identificazione del luogo d'origine dell'Edda. Poiché l'Islanda non fu colonizzata prima dell'870, qualsiasi composizione precedente deve necessariamente provenire da altri luoghi, molto probabilmente dalla Norvegia. Eventuali poemi più recenti, invece, sono probabilmente di origine islandese.
Gli studiosi hanno cercato di studiare il problema della localizzazione geografica dell'Edda esaminando i riferimenti alla flora e alla fauna contenuti nel testo; ma anche questo approccio non ha dato risultati certi. Sebbene non vi siano lupi in Islanda, per esempio, è certo che i poeti islandesi, discendenti dei norvegesi, conoscevano molto bene questa specie. Al contrario, l'apocalittica descrizione della Vǫluspá, che potrebbe ricordare un'eruzione vulcanica, non viene considerata prova certa di un'origine islandese dei versi.

## Struttura
I ventinove canti che compongono l'Edda poetica, di differente antichità e provenienza, possono essere divisi più o meno in due categorie: i primi dieci canti sono di argomento sapienziale-mitologico e riguardano le imprese degli dèi; i seguenti diciannove sono di argomento eroico, incentrati - tranne il primo, il Carme di Völundr - sulle gesta degli eroi dei Völsunghi, tra cui spiccano Helgi Hundingsbane e Sigurðr.
Presenti solamente in manoscritti recenti rispetto al Codex Regius, non anteriori al XVII secolo, sono, invece, altri due carmi eddici: Grógaldr ("Incantesimo di Gróa") e il Fjölsvinnsmál ("Il lamento di Fjölsvidhr"), editi normalmente assieme col nome di Svipdagsmál ("Il lamento di Svipdagr"). Lo Svipdagsmál è un poema epico simbolico che presenta varie similitudini con un canto canonico dell'Edda poetica: Skírnismál ("Il discorso di Skírnir").
Parte del contenuto della lacuna di 16 pagine può essere ricostruito confrontando il manoscritto dell'Edda con la Saga dei Volsunghi.
| Titolo originale                 | Traduzione                                    |
| Canti mitologici                 | Canti mitologici                              |
| -------------------------------- | --------------------------------------------- |
| Vǫluspá                          | La profezia della Veggente                    |
| Hávamál                          | Il discorso di Hár                            |
| Vafþrúðnismál                    | Il discorso di Vafþrúðnir                     |
| Grímnismál                       | Il discorso di Grímnir                        |
| Skírnismál                       | Il discorso di Skírnir                        |
| Hárbarðzljóð                     | Il canto magico di Hárbarðr                   |
| Hymiskviða                       | Il carme di Hymir                             |
| Lokasenna                        | Le invettive di Loki                          |
| Þrymskviða                       | Il carme di Þrymr                             |
| Alvíssmál                        | Il discorso di Alvís                          |
| Völundarkviða                    | Il carme di Völundr                           |
| Ciclo di Helgi                   |                                               |
| Helgakviða Hundingsbana in fyrri | Il primo carme di Helgi che uccise Hundingr   |
| Helgakviða Hjörvarðssonar        | Carme di Helgi, figlio di Hjörvarðr           |
| Helgakviða Hundingsbana önnor    | Il secondo carme di Helgi che uccise Hundingr |
| Ciclo di Sigurðr                 |                                               |
| Grípisspá                        | La Profezia di Grípir                         |
| Reginsmál                        | Il discorso di Reginn                         |
| Fáfnismál                        | Il discorso di Fáfnir                         |
| Sigrdrífomál                     | Il discorso di Sigrdrífa                      |
| Brot af Sigurðarkviðo            | Frammento del carme di Sigurðr                |
| Guðrúnarkviða in fyrsta          | Il primo carme di Guðrún                      |
| Sugyrðarkviða in skamma          | Il carme breve di Sigurðr                     |
| Helreið Brynhildar               | Il viaggio di Brynhildr verso gli inferi      |
| Guðrúnarkviða önnor              | Il secondo carme di Guðrún                    |
| Guðrúnarkviða in þriðja          | Il terzo carme di Guðrún                      |
| Oddrúnargrátr                    | Il lamento di Oddrún                          |
| Atlakviða in grœnlenzka          | Il carme groenlandese di Atli                 |
| Atlamál in grœnlenzka            | La canzone groenlandese di Atli               |
| Guðrúnarhvöt                     | L'incitamento di Guðrún                       |
| Hamðismál                        | Il discorso di Hamðir                         |

### Edda minore
A questi canti, contenuti nel manoscritto del Codex Regius, possono essere aggiunti altri canti mitologici, di diversa provenienza, a cui ci si riferisce in genere come Edda minore:
| Titolo originale   | Traduzione                                    |
| ------------------ | --------------------------------------------- |
| Baldrs draumar     | I Sogni di Baldr                              |
| Rígsþula           | Il catalogo di Rígr                           |
| Hyndluljóð         | Il canto magico di Hyndla                     |
| Svipdagsmál        | Il discorso di Svipdag                        |
| Gróttasöngr        | La canzone del mulino                         |
| Darraðarljóð       | Il canto magico dello stendardo               |
| Hrafnagaldur Óðins | L'incantesimo dei corvi di Odino              |
| Hlöðskviða         | Il carme di Hlöðr (Battaglia fra Goti e Unni) |